# Cantón de Magny-en-Vexin
El cantón de Magny-en-Vexin era una división administrativa francesa, que estaba situada en el departamento de Valle del Oise y la región de Isla de Francia.

## Composición
El cantón estaba formado por veintiséis comunas:
- Aincourt
- Ambleville
- Amenucourt
- Arthies
- Banthelu
- Bray-et-Lû
- Buhy
- Charmont
- Chaussy
- Chérence
- Genainville
- Haute-Isle
- Hodent
- La Chapelle-en-Vexin
- La Roche-Guyon
- Magny-en-Vexin
- Maudétour-en-Vexin
- Montreuil-sur-Epte
- Omerville
- Saint-Clair-sur-Epte
- Saint-Cyr-en-Arthies
- Saint-Gervais
- Vétheuil
- Vienne-en-Arthies
- Villers-en-Arthies
- Wy-dit-Joli-Village

## Supresión del cantón de Magny-en-Vexin
En aplicación del Decreto nº 2014-168 de 17 de febrero de 2014, el cantón de Magny-en-Vexin fue suprimido el 22 de marzo de 2015 y sus 26 comunas pasaron a formar parte del nuevo cantón de Vauréal.